# Grands Prix automobiles de la saison 1930
Champion du monde des constructeurs AIACR
Non attribué
1929 1931
La saison de Grands Prix automobiles 1930 est dominée par les constructeurs italien Maserati et français Bugatti. Le règlement requérant au moins trois courses dans le championnat, le titre de Champion du monde des manufacturiers ne fut pas attribué.

## Grands Prix de la saison

### Grands Prix du championnat
| Grand Prix                                                                                   | Circuit           | Date       | Pilote vainqueur | Constructeur vainqueur | Résultats |
| -------------------------------------------------------------------------------------------- | ----------------- | ---------- | ---------------- | ---------------------- | --------- |
| Grand Prix de Belgique                                                                       | Spa-Francorchamps | 20 juillet | Louis Chiron     | Bugatti                | Résultats |
| Le Grand Prix de Belgique est également connu sous le nom de Grand Prix automobile d’Europe. |                   |            |                  |                        |           |

### Autres Grands Prix
| Grand Prix                    | Circuit        | Date         | Pilote vainqueur                                 | Constructeur vainqueur | Résultats |
| ----------------------------- | -------------- | ------------ | ------------------------------------------------ | ---------------------- | --------- |
| Grand Prix de Buenos Aires    | Costanera      | 12 janvier   | Juan Malcolm                                     | Delage                 | Résultats |
| Circuit d'Esterel Plage       | Saint-Raphaël  | 2 mars       | René Dreyfus                                     | Bugatti                | Résultats |
| Grand Prix de Tripoli         | Tripoli        | 23 mars      | Baconin Borzacchini                              | Maserati               | Résultats |
| Grand Prix d'Australie        | Phillip Island | 24 mars      | Bill Thompson                                    | Bugatti                | Résultats |
| Grand Prix de Monaco          | Monaco         | 6 avril      | René Dreyfus                                     | Bugatti                | Résultats |
| Circuito di Alessandria       | Bordino        | 20 avril     | Achille Varzi                                    | Alfa Romeo             | Résultats |
| Grand Prix d'Oran             | Arcole         | 27 avril     | Jean de Maleplane                                | Bugatti                | Résultats |
| Targa Florio                  | Madonies       | 4 mai        | Achille Varzi                                    | Alfa Romeo             | Résultats |
| Grand Prix de Casablanca      | Anfa           | 11 mai       | Charles Bénitah                                  | Amilcar                | Résultats |
| Grand Prix de Picardie        | Péronne        | 18 mai       | Max Fourny                                       | Bugatti                | Résultats |
| Grand Prix de Rome            | Tre Fontane    | 25 mai       | Luigi Arcangeli                                  | Maserati               | Résultats |
| 500 miles d’Indianapolis      | Indianapolis   | 30 mai       | Billy Arnold                                     | Miller-Hartz           | Résultats |
| Grand Prix des Frontières     | Chimay         | 9 juin       | Georges de Marotte                               | Salmson                | Résultats |
| Grand Prix de Lyon            | Quincieux      | 15 juin      | Louis Chiron                                     | Bugatti                | Résultats |
| Grand Prix Bugatti            | Le Mans        | juin         | Juan Zanelli                                     | Bugatti                | Résultats |
| Grand Prix de la Marne        | Reims          | 29 juin      | René Dreyfus                                     | Bugatti                | Résultats |
| Grand Prix d'Irlande          | Dublin         | 19 juillet   | Rudolf Caracciola                                | Mercedes-Benz          | Résultats |
| Grand Prix de l'Eifel         | Nürburgring    | 20 juillet   | Heinrich-Joachim von Morgen                      | Bugatti                | Résultats |
| Grand Prix de Dieppe          | Dieppe         | 20 juillet   | Marcel Lehoux                                    | Bugatti                | Résultats |
| Coppa Ciano                   | Montenero      | 3 août       | Luigi Fagioli                                    | Maserati               | Résultats |
| Circuit du Dauphiné           | Grenoble       | 10 août      | Philippe Étancelin                               | Bugatti                | Résultats |
| Coppa Acerbo                  | Pescara        | 17 août      | Achille Varzi                                    | Maserati               | Résultats |
| Grand Prix du Comminges       | Saint-Gaudens  | 17 août      | François Miquel                                  | Bugatti                | Résultats |
| Grand Prix de Monza           | Monza          | 7 septembre  | Achille Varzi                                    | Maserati               | Résultats |
| Grand Prix de Lviv            | Lviv           | 8 septembre  | Henryk Liefeldt                                  | Austro-Daimler         | Résultats |
| Grand Prix de l’ACF           | Pau            | 21 septembre | Philippe Étancelin                               | Bugatti                | Résultats |
| Grand Prix de Tchécoslovaquie | Masaryk        | 28 septembre | Heinrich-Joachim von Morgen Hermann zu Leiningen | Bugatti                | Résultats |
| Grand Prix de Saint-Sébastien | Lasarte        | 5 octobre    | Achille Varzi                                    | Maserati               | Résultats |